# Winnica (Basse-Silésie)
Pour les articles homonymes, voir Winnica.
Winnica est une localité polonaise de la gmina de Krotoszyce, située dans le powiat de Legnica en voïvodie de Basse-Silésie.